# Саламанка (Њујорк)
Саламанка (енгл. Salamanca) град је у америчкој савезној држави Њујорк. По попису становништва из 2010. у њему је живело 5.815 становника.

## Демографија
Према попису становништва из 2010. у граду је живело 5.815 становника, што је 282 (4,6%) становника мање него 2000. године.
| Група             | 2000.         | 2010.         |
| Белци             | 5.114 (83,9%) | 4.388 (75,5%) |
| Афроамериканци    | 40 (0,7%)     | 50 (0,9%)     |
| Азијати           | 20 (0,3%)     | 29 (0,5%)     |
| Хиспаноамериканци | 111 (1,8%)    | 194 (3,3%)    |
| Укупно            | 6.097         | 5.815         |